# 中美联合培养物理类研究生计划
CUSPEA是的简称，中译中美联合培养物理类研究生计划，是1979年－1989年间中华人民共和国用来选拔派遣学生到美国攻读物理专业研究生的考试。共有915人通过该考试留学美国。
由物理学家李政道和中国物理学界合作创立。当时中国大陆文化大革命刚结束不久，高等教育还在重建之中。美国招生使用的成绩单、推荐信等手段在中国高校不常见，其可信性很难评估。美国的研究生入学标准考试TOEFL、GRE也没有在中国开展。在李政道的游说下，美国和加拿大的一些大学（最终多达97所）改用CUSPEA选拔中国留学生。1989年，CUSPEA项目正式结束，中国申请来美的留学生改用美国高校的常规方法选拔。至今，风格类似而规模大为缩小的Mini-CUSPEA考试仍在举行中。

## 步骤
考题为用英文，由参与CUSPEA的高校物理系方面出一份统一题目，难度相当于美国物理专业研究生入学要求。中国方面组织考试、阅卷。然后美国高校方面派人来华，对通过考试的学生进行英文面试。学生的考试成绩、简历和面试报告交回美国。学生最终的入学去向由本人和参与计划的美国学校经过协商决定。

## 类似考试
后来其他学科受CUSPEA的成功影响，也设立了类似的考试。这些考试都于80年代后期被终止。
- 生物化学：CUSBEA
- 数学：陈省身项目，由陈省身创立。

## Mini-CUSPEA 和再次的扩张
从90年初期开始，停止了几年的CUSPEA考试重新开始举行，但是考试的规模大大缩小。中国方面只有复旦大学的大四学生参加，美国方面参加的学校也只剩下三所：哥伦比亚大学、纽约大学和纽约市立学院。重新开始后的考试名称为Mini-CUSPEA，恰如其分的表明了它的规模。
每年有6-10名学生通过和CUSPEA时代类似的考试和面试，获得美方学校的入学许可和奖学金。通过的学生可以免去托福和GRE的考试要求。
从2007年开始，Mini-CUSPEA考试的规模再次开始扩张。在中国方面，除了复旦大学外，还包括了北京大学、清华大学等学府。美国方面的扩张也在计划之中。

## 学生
1979年-1989年10届学生共915人，包括：
- 林海青（1980年第一届），北京计算科学研究中心主任，浙江大学物理学院院长，中国科学院院士
- 汤超（1980年第一届），北京大学教授，中国科学院院士
- 江红星（英语：Hongxing Jiang）（1980年第一届），得克萨斯理工大学教授
- 文小刚（1981年第二届），麻省理工学院教授，美国国家科学院院士
- 谢心澄（1981年第二届），北京大学物理学院院长，中国科学院院士
- 杨强（1981年第二届），香港科技大学教授
- 张增辉（1981年第二届），纽约大学、华东师范大学、上海纽约大学、深圳理工大学教授
- 于大海（1981年第二届），纽约六四纪念馆馆长
- 邓越凡（1982年第三届），石溪大学应用数学系教授
- 彭练矛（1982年第三届），北京大学信息科学技术学院教授，中国科学院院士
- 沈志勋（1982年第三届），斯坦福大学教授，美国文理科学院院士，美国国家科学院院士，中国科学院外籍院士
- 王中林（1982年第三届），佐治亚理工学院教授，中国科学院北京纳米能源与系统研究所所长，中国科学院外籍院士
- 李兆平（英语：Li Zhaoping）（1983年第四届），图宾根大学教授
- 许瑞明（1983年第四届），中国科学院生物物理研究所研究员
- 张千帆（1983年第四届），北京大学法学院教授
- 卢刚（1984年第五届），1991年枪杀导师及另一名CUSPEA项目的学生山林华（1985年第六届）等人后自杀
- 斯其苗（1985年第六届），莱斯大学教授
- 张朝阳（1985年第六届），搜狐创始人
- 谭勇（英语：Yong Tan）（1986年第七届），华盛顿大学福斯特商学院教授
- 戴宏杰（1988年第九届），斯坦福大学化学系教授，美国文理科学院院士，美国国家科学院院士
- 张东辉（1988年第九届），中国科学院大连化学物理研究所研究员，中国科学院院士
- 孙卫东（1988年第九届），2024年因在纽约流浪16年受到关注

## 外部連結
- CUSPEA，薪火相传40年 （页面存档备份，存于）